# 哈特鎮區 (伊利諾伊州克萊頓)
哈特鎮區（英語：Harter Township）是位於美國伊利諾伊州克萊縣的一個行政鎮區。

## 地方資料
根據2010年美國人口普查的數據，哈特鎮區的面積為145.00平方千米，當中陸地面積為144.70平方千米，而水域面積為0.30平方千米。當地共有人口6168人，而人口密度為每平方千米42.54人。